# Gressoney-Saint-Jean
Gressoney-Saint-Jean (pron. francese AFI: [ɡʁɛsɔnɛj sɛ̃ ʒã] ; in walser Greschòney Zer Chilchu) è un comune italiano sparso di 773 abitanti della Valle d'Aosta orientale, posto ai piedi del Monte Rosa, rinomato luogo di villeggiatura estiva e invernale.

## Geografia fisica
Si trova nella valle del Lys (o valle di Gressoney) a 1.385 m s.l.m. ai piedi del Monte Rosa. A est confina con il Piemonte nel territorio di Alagna Valsesia, a ovest con la Val d'Ayas. Dal capoluogo Obre Platz chiude la visuale della valle il Monte Rosa con il ghiacciaio del Lys (1078 ettari, il più esteso del versante italiano del gruppo e il secondo della Valle d'Aosta) e con le cime del Castore (4226 m), dei Lyskamm (Occidentale, 4481 m e Orientale, 4527 m) e della Piramide Vincent (4215 m). Nel territorio comunale è ubicata la stazione meteorologica di Gressoney-Saint-Jean.
La punta più alta del massiccio si trova invece più distante, a cavallo tra Macugnaga e Zermatt (Svizzera). Il versante del Monte Rosa di Gressoney, condivide le caratteristiche morfologiche del confinante versante valdostano di Champoluc: forme ampie, grandi ghiacciai, ampi pianori in quota, tutti elementi molto distanti dal pur confinante e vicino versante Piemontese la cosiddetta parete valsesiana del Monte Rosa. Qui le forme si fanno molto più aspre e grandiose: ai grandi ghiacciai si sostituiscono pareti strapiombanti e versanti a picco.
- Classificazione sismica: zona 4 (sismicità molto bassa)[4]

## Origini del nome
Tradizionalmente, i due comuni di Gressoney-La-Trinité e Gressoney-Saint-Jean formano un'entità territoriale e culturale unica, denominata Gressoney in francese, Greschòney (ufficiale) o Creschnau nel dialetto locale della lingua walser (il Greschòneytitsch o più semplicemente Titsch) e Kressenau (forma desueta) in tedesco, e Greschunej in töitschu.
Al toponimo Gressoney sono stati associati nel tempo vari significati:
- Chreschen-eye: "piana dei crescioni"
- Grossen-eys: "grande ghiacciaio"
- Chreschen-ey: "uovo depositato fra i crescioni".

Il significato più attendibile è il primo, sebbene nessun documento lo attesti.
Gressoney si divide in tre parti:
- Onderteil, che significa "la parte inferiore", dal pont de Trenta (in titsch, Trentostäg) fino al capoluogo di Gressoney-Saint-Jean (Greschòney Zer Chilchu);
- Méttelteil, che significa "la parte di mezzo", comprendente il capoluogo di Saint-Jean (Greschòney Zer Chilchu) e il territorio a monte fino al villaggio di Léschelbalmo;
- Oberteil, che significa "la parte superiore", che corrisponde all'attuale comune di Gressoney-La-Trinité.

Nel 1939, assume il nome - italianizzato - di Gressonei San Giovanni, parte del comune di Gressonei, poi soppresso nel 1946.

## Storia

### Simboli
Lo stemma e il gonfalone sono stati concessi con decreto del presidente della Giunta Regionale del 16 giugno 2003
Stemma
Gonfalone
Lo scudetto che accompagna lo stemma in punta al gonfalone è simbolo delle comunità walser.

## Monumenti e luoghi d'interesse

### Architetture religiose
- Chiesa di San Giovanni Battista

### Architetture civili
- Castel Savoia e l'annesso giardino botanico
- Villa Margherita, oggi sede del municipio
- Villa Borgogna
- Villa Albertini
- Villa De La Pierre
- Nel capoluogo, ad esempio in Obre Platz, e nei villaggi è conservata la caratteristica architettura walser.

## Società

### Evoluzione demografica
Abitanti censiti

### Etnie e minoranze straniere
Secondo i dati ISTAT al 31 dicembre 2010 la popolazione straniera residente era di 40 persone. Le nazionalità maggiormente rappresentate in base alla loro percentuale sul totale della popolazione residente erano:
- Cina 13 1,58%
- Marocco 10 1,22%

### Lingue e dialetti
Gressoney-Saint-Jean è un'isola linguistica tedesca appartenente alla comunità dei Walser.
Nel 1660, la popolazione chiede ed ottiene dalla diocesi di Aosta la possibilità di avere il tedesco come lingua di culto, in quanto la parrocchia più vicina era Issime, francofona. È quindi fondata la parrocchia di San Giovanni, il cui primo parroco è Sebastian Menabreaz, nativo di Gressoney, come tutti i suoi successori ininterrottamente fino al 1883. L'elemento germanofono si riflette anche nei pellegrinaggi tradizionali della popolazione locale, che oltre ai santuari di Oropa e di Vourry, si effettuavano verso l'abbazia di Einsiedeln.
Nel 2001, il Greschòneytitsch, o semplicemente Titsch è la lingua materna di circa il 15% della popolazione, mentre il 2,13% dichiara di avere come lingua madre sia il walser sia l'italiano. Il dialetto è comunque conosciuto dal 51% della popolazione. Un esempio di Greschòneytitsch è dato dal Padre Nostro:
| Greschòneytitsch                                                                        | Tedesco                                                                         | Italiano                                                                         |
| --------------------------------------------------------------------------------------- | ------------------------------------------------------------------------------- | -------------------------------------------------------------------------------- |
| Endsche Attò das béscht em Hémmel, dass héilege sígge Dín Noame. Chéeme Dín Herrschaft. | Vater unser der Du bist im Himmel, geheiligt werde Dein Name. Dein Reich komme. | Padre Nostro Che sei nei cieli, Sia santificato il tuo Nome. Venga il Tuo Regno, |

Dei proverbi:
Il titsch di Gressoney presenta inoltre dei prestiti provenienti dalle lingue limitrofe, il francese e il patois valdostano:
- mutschur (< fr. mouchoir) = "fazzoletto"
- tretwar (< fr. trottoir) = "marciapiede"
- rido (< fr. rideau) = "tenda"
- verdscháts (= "scoiattolo") dal patois di Ayas/Brusson verdjáts[16].

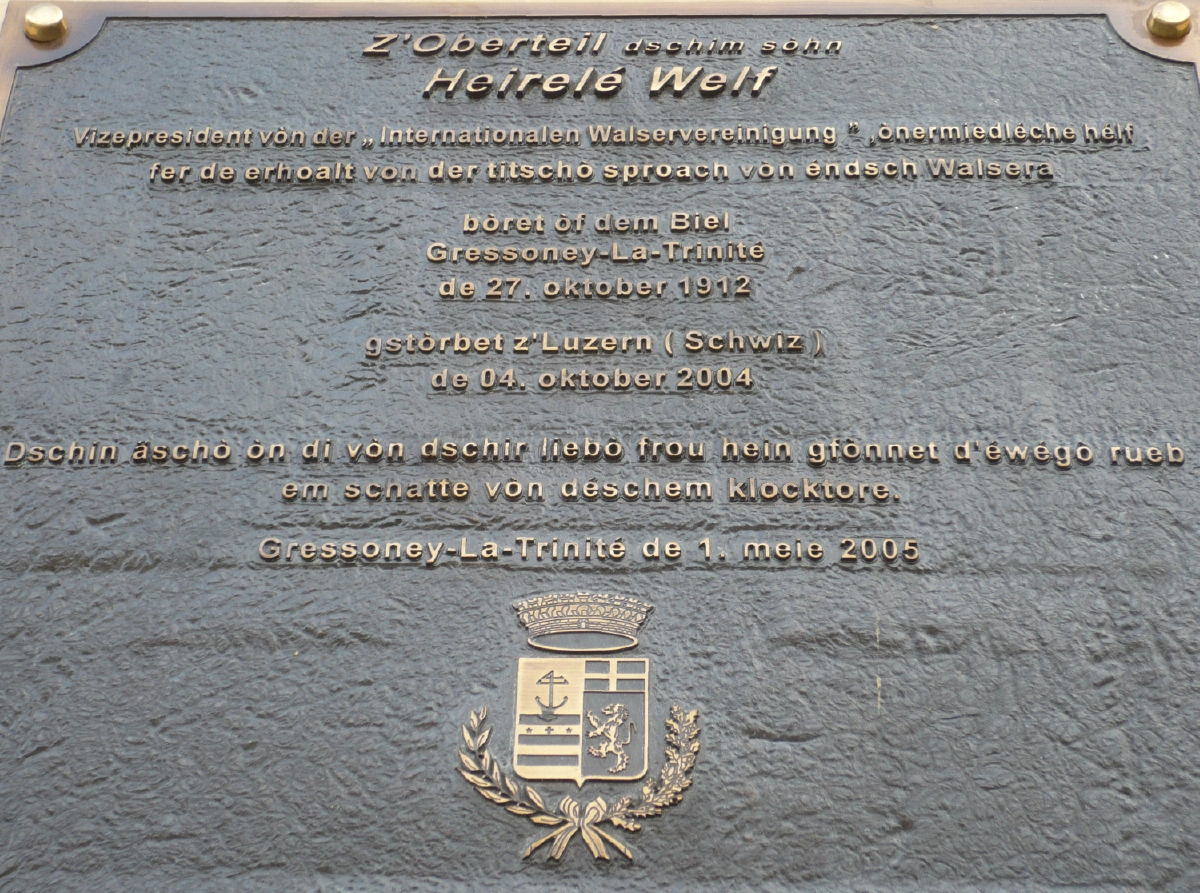
Iscrizione in Greschòneytitsch dedicata a Henrich Welf, originario di Gressoney-La-Trinité, presidente del Walser Kulturzentrum.

L'eredità culturale e linguistica walser di Gressoney è oggetto di studio e divulgazione da parte del Walser Kulturzentrum, che dispone inoltre di una nutrita biblioteca. Negli ultimi anni sotto la presidenza di Heinrich Welf, dalla collaborazione con l'Associazione Augusta di Issime è stato edito, tra le altre opere, un dizionario delle due varianti della lingua walser di Gressoney (Titsch) e Issime (Töitschu).
Oltre ad essere trilingue italiano-francese-tedesco (lingue di istruzione ufficiali per i comuni germanofoni della Valle del Lys), nel territorio di Gressoney-Saint-Jean, la popolazione conosce il patois francoprovenzale valdostano e, in virtù della vicinanza geografica e dei rapporti storici con l'adiacente Valsesia, il piemontese.

### Istituzioni, enti e associazioni
A Gressoney-Saint-Jean si trova la sede della Compagnia delle guide Gressoney - Monte Rosa fondata nel 1963.

## Cultura

### Biblioteche
Sulla strada regionale 44 ha sede la biblioteca comunale.

### Musei
- Museo regionale della fauna alpina
- Esposizione delle pantofole walser (D'Socka) presso la cooperativa artigiana che ancora le produce
- Museo parrocchiale
- Giardino botanico di Castel Savoia
- Centro culturale Walser – Walser Kulturzentrum

## Eventi

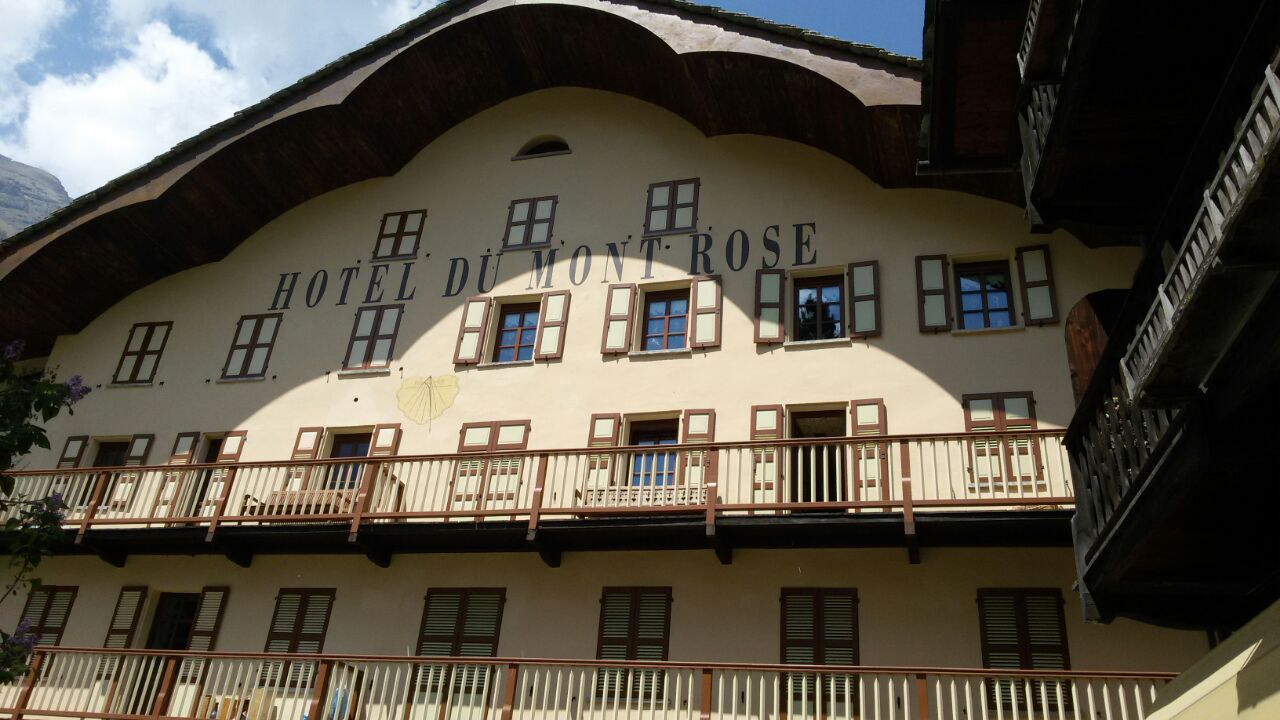
L'Hôtel du Mont Rose

- Sankt Johanns Feuer, la notte del 23 giugno[17] - I fuochi di San Giovanni;
- San Kloas, che significa "San Nicola" in titsch, l'8 dicembre: evento ispirato alla tradizione germanica di San Nicola di Bari che porta i doni ai bambini;
- Bierfest, in giugno[18] - La festa della birra;
- Walser Nacht, a metà agosto[19].

### Eventi tradizionali
La sera del 31 dicembre, i giovani del paese si recano in visita alle case dei villaggi cantando il Neujahrslied (« Canto del nuovo anno »):
Ein glückseliges neues Jahr

Wünschen wir Euch von Herzens Grund

Gottes Gnad'viele Jahr bewahre

Euern Leib und Seel gesund.

Anstatt unserer Schenkung seje

Das geborene Jesulein

In dem Kripplein auf der Heide

Drücket's in Eueres Herz hinein.

### Walsertreffen
Le comunità walser disseminate lungo l'intero arco alpino si radunano, ogni tre anni, in una diversa colonia per il loro tradizionale incontro denominato Walsertreffen.

#### Calendario degli incontri
1. Saas Fee /Alagna Valsesia  e Rimella  (7-14 settembre 1962)
2. Triesenberg  (19-20 giugno 1965)
3. Gressoney-Saint-Jean  (7-8 settembre 1968)
4. Klosters  (4-5 settembre 1971)
5. Brand in Vorarlberg  (21-22 settembre 1974)
6. Briga  (10-11 settembre 1977)
7. Triesenberg  (13-14 settembre 1980)
8. Alagna Valsesia  (24-25 settembre 1983)
9. Mittelberg  (19-21 settembre 1986)
10. Davos  (2-3 settembre 1989)
11. Saas Fee  (4-6 settembre 1992)
12. Lech am Arlberg  (1-3 settembre 1995)
13. Gressoney-Saint-Jean  (11-13 settembre 1998)
14. Briga  (21-23 settembre 2001)
15. Galtür  (8-13 settembre 2004)
16. Alagna Valsesia  (21-23 settembre 2007)
17. Triesenberg  (10-12 settembre 2010)
18. Großes Walsertal  (13-15 settembre 2013)
19. Arosa  (15-18 settembre 2016)
20. Lötschental  (5-8 settembre 2019)
21. Ornavasso  (2022)

### Cinema
Tra i film girati nel comune ci sono Lo vedi come sei... lo vedi come sei?, di Mario Mattoli (1939), Il peggior Natale della mia vita, di Alessandro Genovesi (2012), ed alcune scene di Tutta colpa del paradiso, di Francesco Nuti (1985).

## Economia

### Prodotti tipici

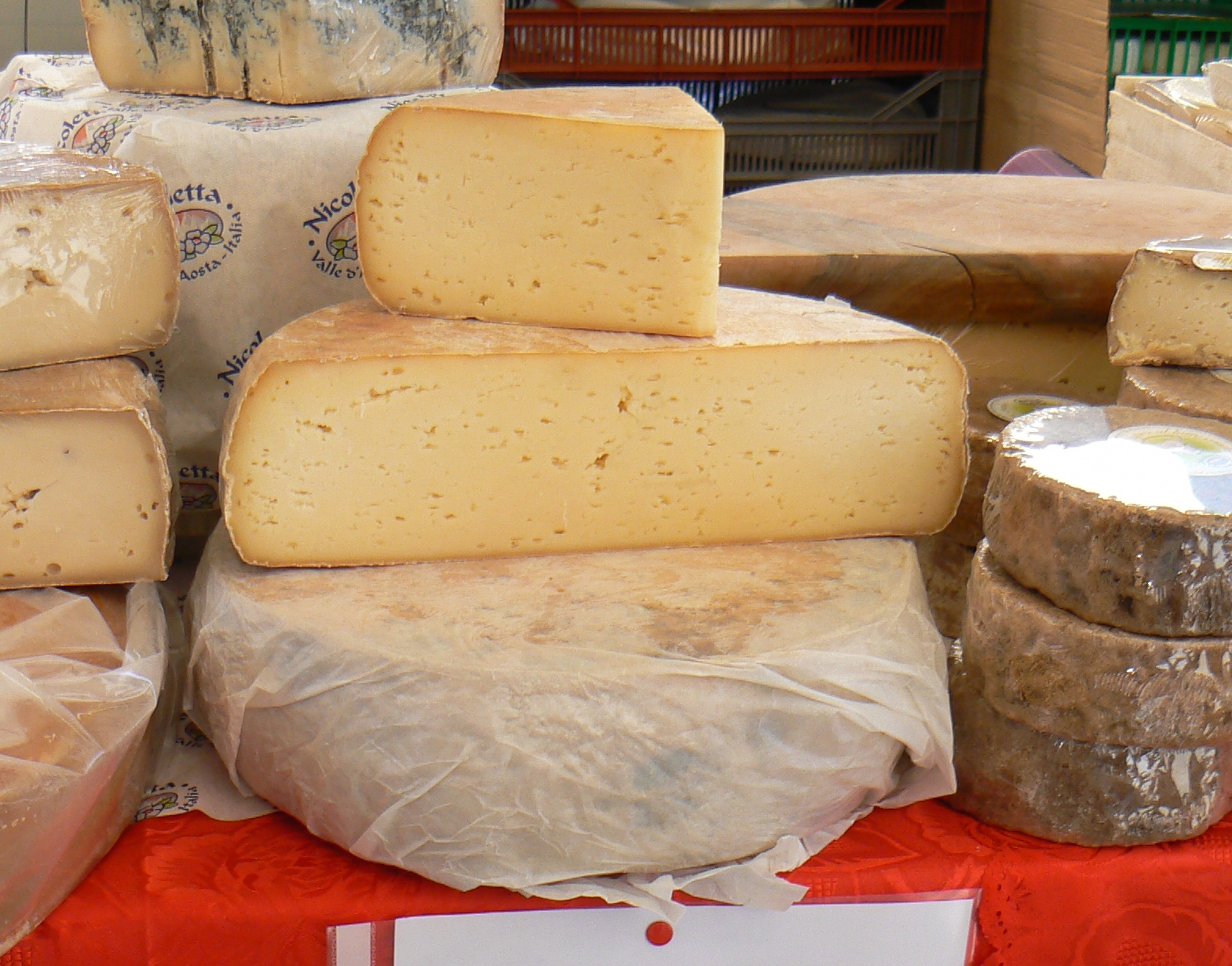
La Toma di Gressoney.

- Toma di Gressoney, riconosciuto tra i Presidii ed Arca del Gusto di Slow Food[20]
- Chneffléné, gnocchetti di pastella.

### Turismo
Gressoney-Saint-Jean è un rinomato luogo di villeggiatura estiva e invernale, certificato anche dalla Bandiera Arancione del Touring Club Italiano. Dispone di un buon numero di impianti e piste da sci. Il comprensorio più importante è quello dei Weissmatten, e fa parte del comprensorio sciistico Monterosa Ski.

### Energia
Come in molti comuni valdostani anche nel comune di Gressoney-Saint-Jean si produce energia idroelettrica. La centrale idroelettrica di Sendren, in gestione alla CVA, sfrutta le acque dei torrenti Lys e Valdobbiola.

## Infrastrutture e trasporti
La ferrovia Pont-Saint-Martin - Gressoney è stato un progetto di ferrovia che doveva collegare Pont-Saint-Martin alla Valle del Lys. Ne resta traccia nell'edificio detto La Remise che doveva fungere da stazione ferroviaria.

## Amministrazione
Il termine "sindaco", in francese valdostano syndic, è reso nel dialetto Titsch dal termine Sendég, che risente inoltre dell'influenza del patois valdostano senteucco. Fa parte dell'Unité des Communes valdôtaines Walser (Union der Aostataler Walsergemeinden). Di seguito è presentata una tabella relativa alle amministrazioni che si sono succedute in questo comune.
| Periodo           | Periodo           | Primo cittadino  | Partito                          | Carica  | Note   |
| ----------------- | ----------------- | ---------------- | -------------------------------- | ------- | ------ |
| 13 giugno 1985    | 24 maggio 1990    | Augusto Linty    | -                                | Sindaco | [ 23 ] |
| 24 maggio 1990    | 29 maggio 1995    | Luigi Filippa    | -                                | Sindaco | [ 23 ] |
| 29 maggio 1995    | 8 maggio 2000     | Luigi Filippa    | -                                | Sindaco | [ 23 ] |
| 8 maggio 2000     | 9 maggio 2005     | Aldo Comé        | lista civica                     | Sindaco | [ 23 ] |
| 9 maggio 2005     | 24 maggio 2010    | Aldo Comé        | lista civica                     | Sindaco | [ 23 ] |
| 24 maggio 2010    | 10 maggio 2015    | Luigi Chiavenuto | lista civica                     | Sindaco | [ 23 ] |
| 28 maggio 2015    | 22 settembre 2020 | Luigi Chiavenuto | lista civica Greschòney zeéme    | Sindaco | [ 23 ] |
| 23 settembre 2020 | in carica         | Mattia Alliod    | lista civica Greschòney fer more | Sindaco | [ 23 ] |

## Sport
- In località Tschoarde si situa una struttura polisportiva denominata "Gressoney Sport Haus";
- Il 2 giugno 1995 la 20ª tappa del Giro d'Italia 1995 si è conclusa a Gressoney-Saint-Jean con la vittoria dell'ucraino Serhij Ušakov;
- L'A.S.D. Gressoney Monte Rosa è una squadra di calcio a 5 amatoriale locale, che attualmente disputa il campionato CSI.

## Galleria d'immagini

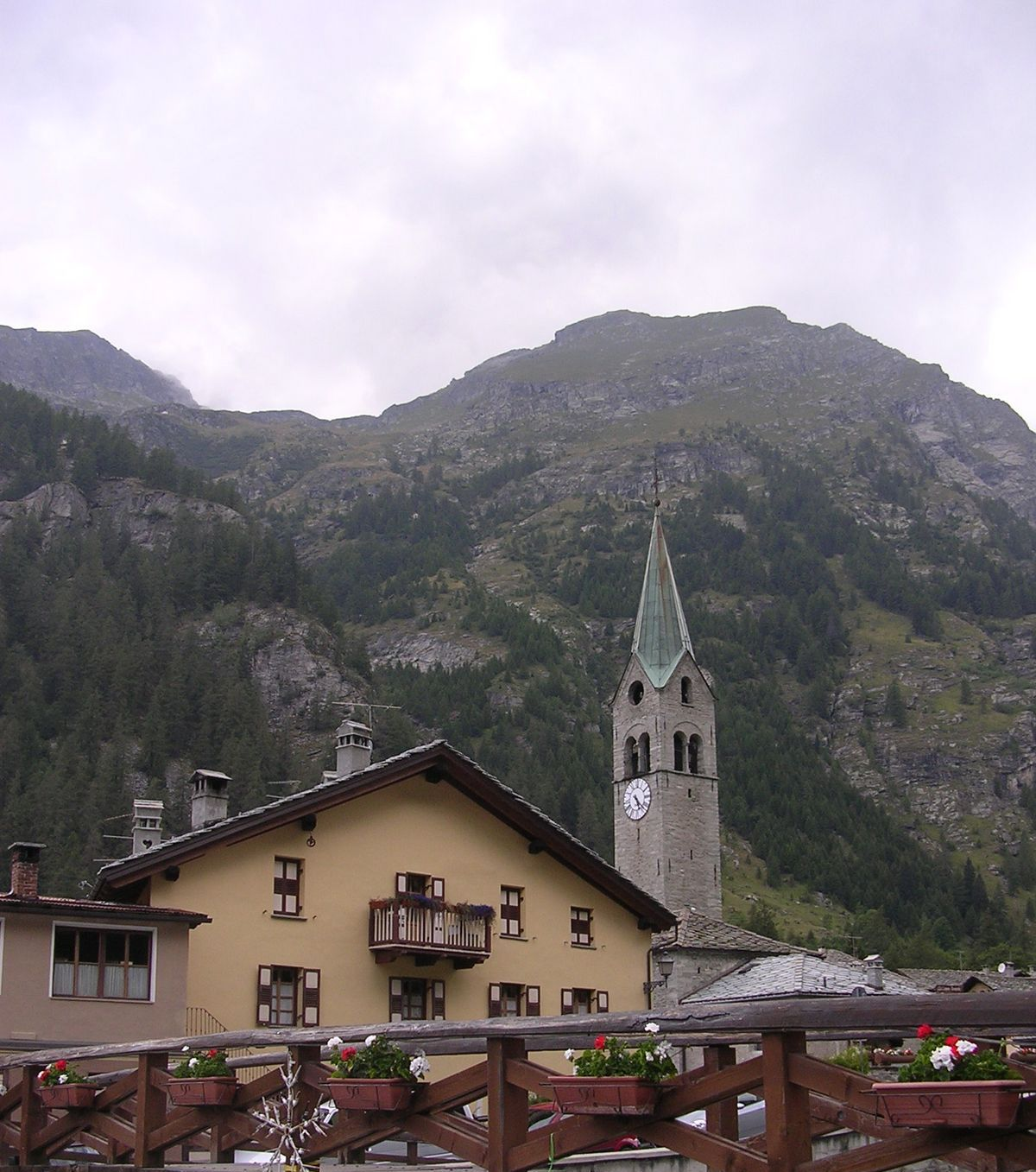
La chiesa parrocchiale di San Giovanni Battista
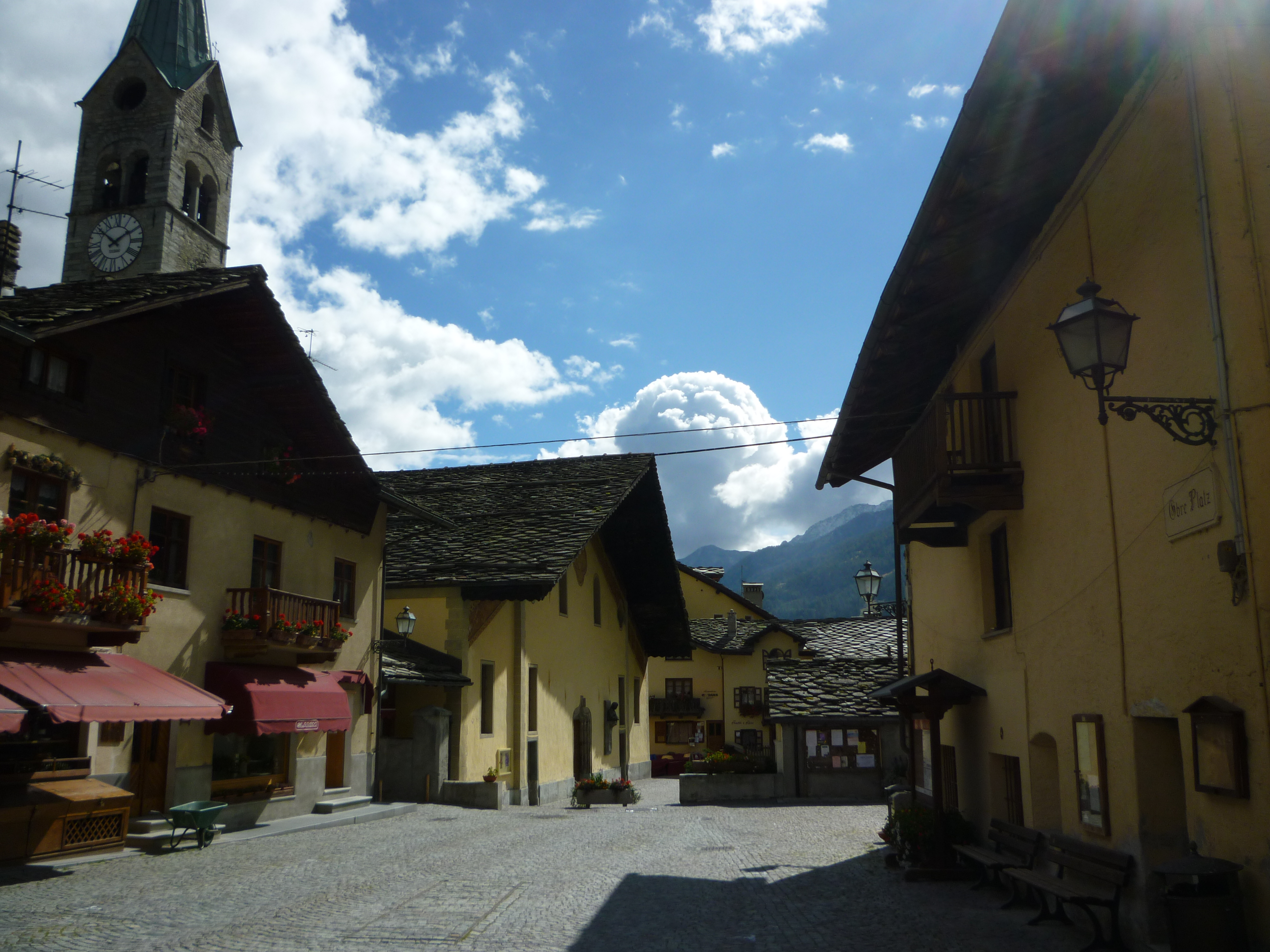
Obre Platz, la piazza principale del capoluogo
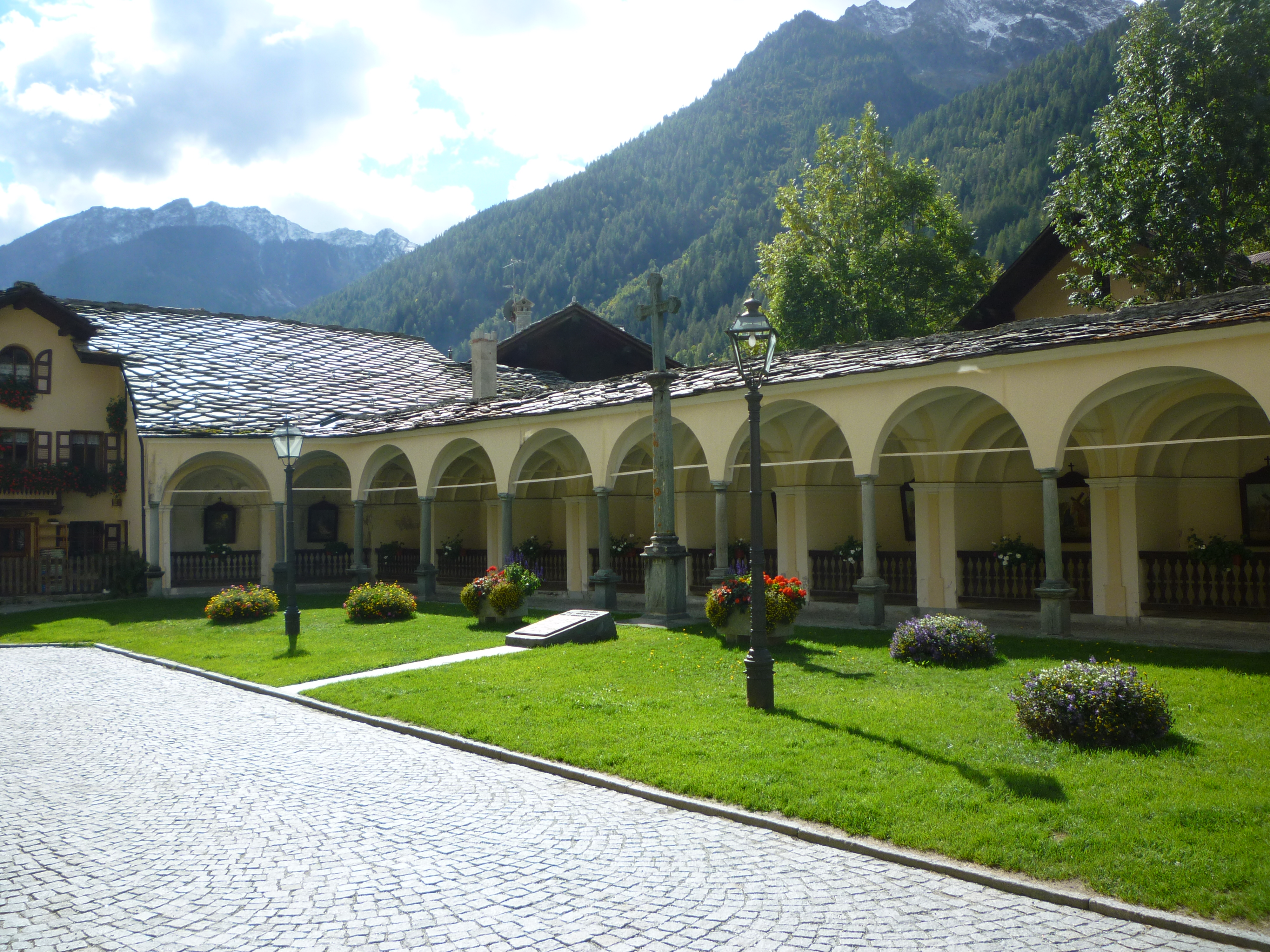
Il sagrato della chiesa di San Giovanni Battista, su Obre Platz, con le cappelle delle stazioni (d'Gheimnisse)
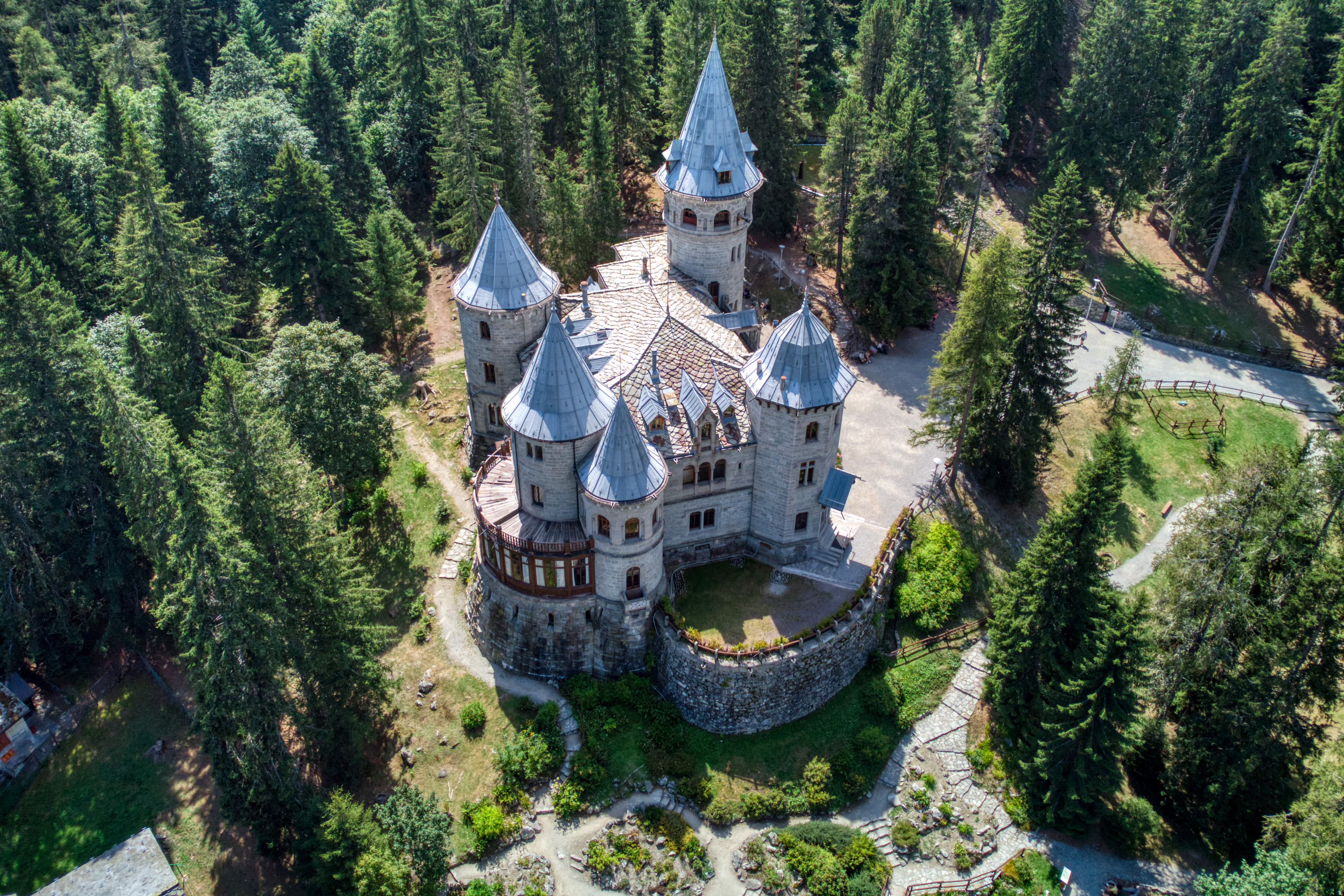
Il Castel Savoia
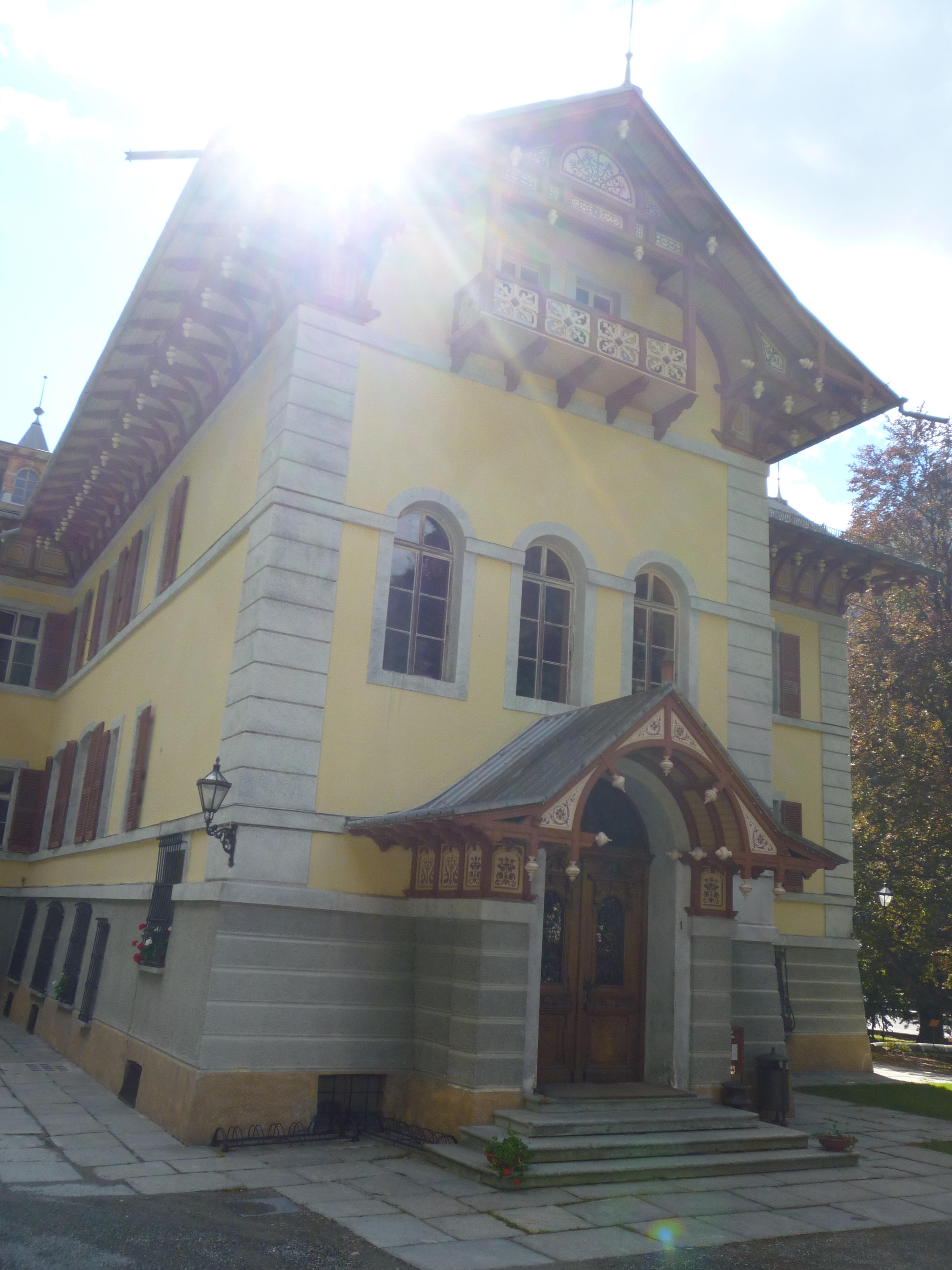
La Villa Margherita, sede del municipio di Gressoney-Saint-Jean
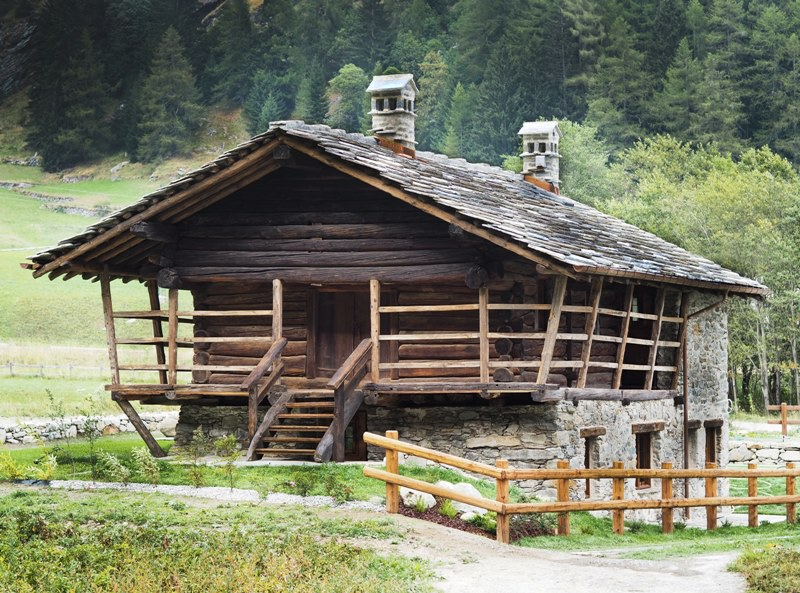
Antico stadel "a spina", casa rurale Walser
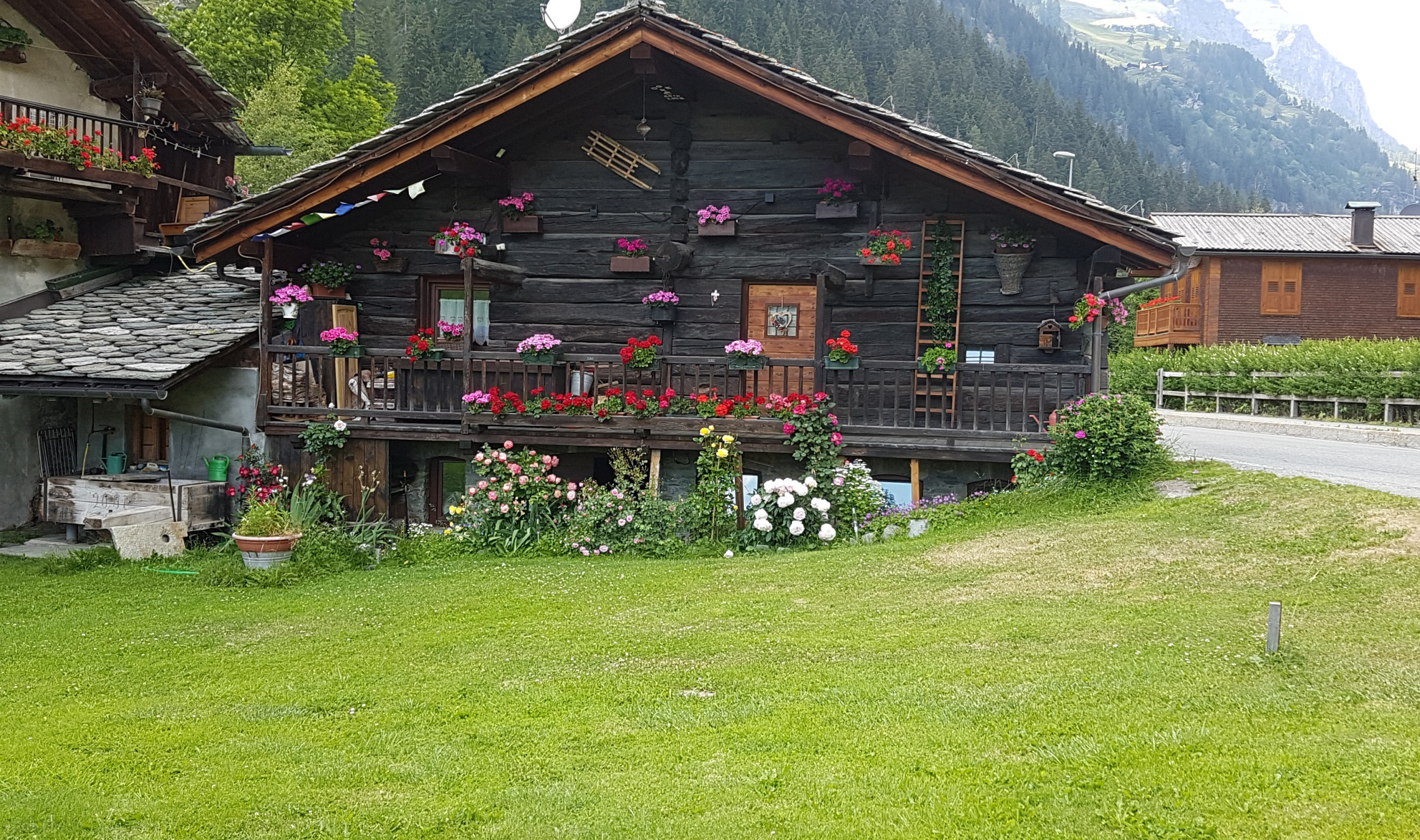
Tipica casa Walser nella località Greschmattò.
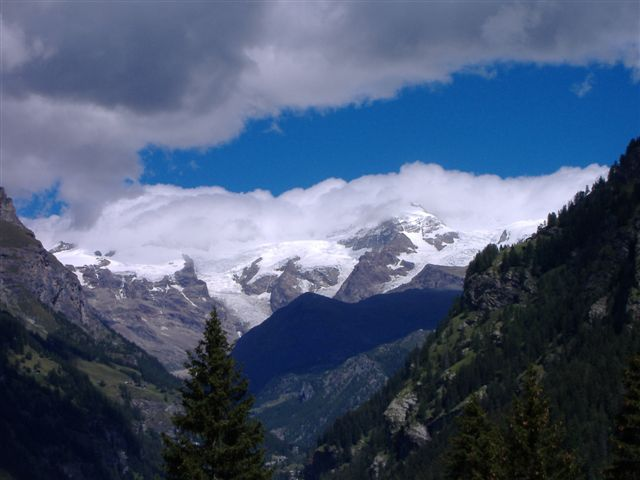
Il Monte Rosa visto dal castel Savoia
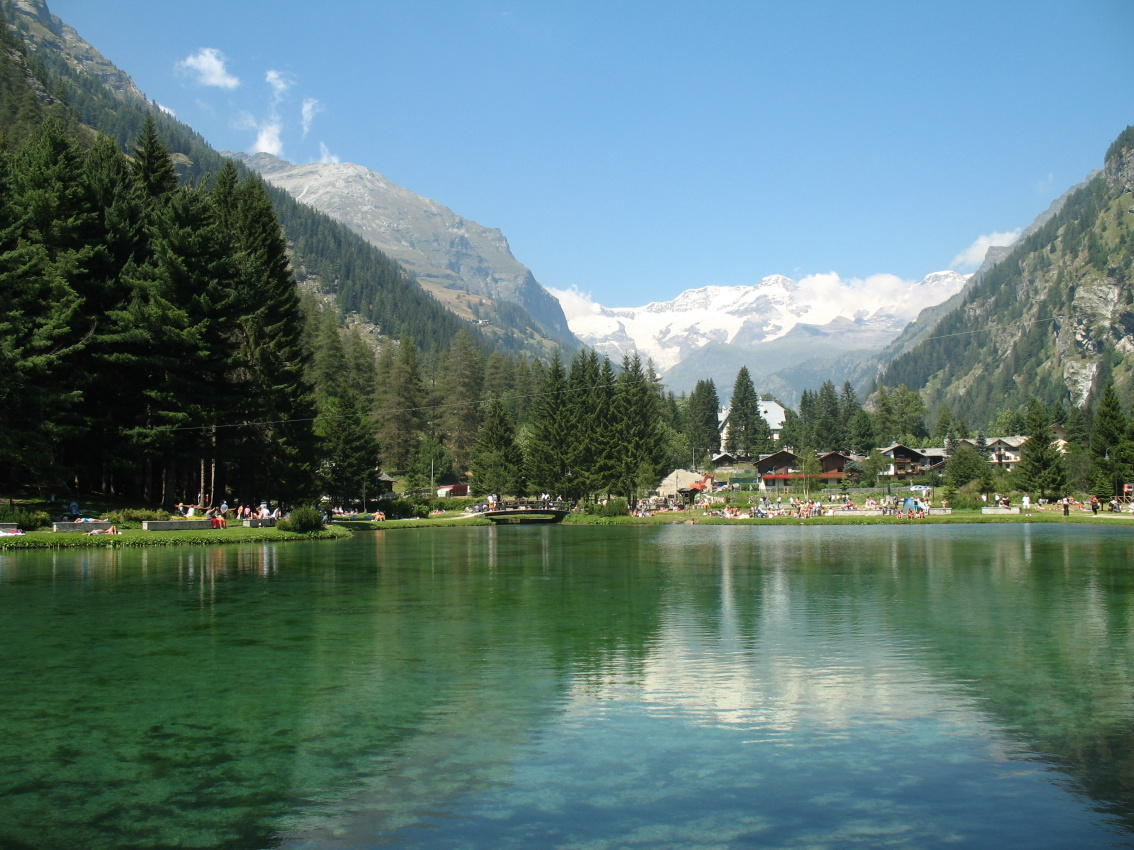
Il lago Gover (in tedesco Goversee)
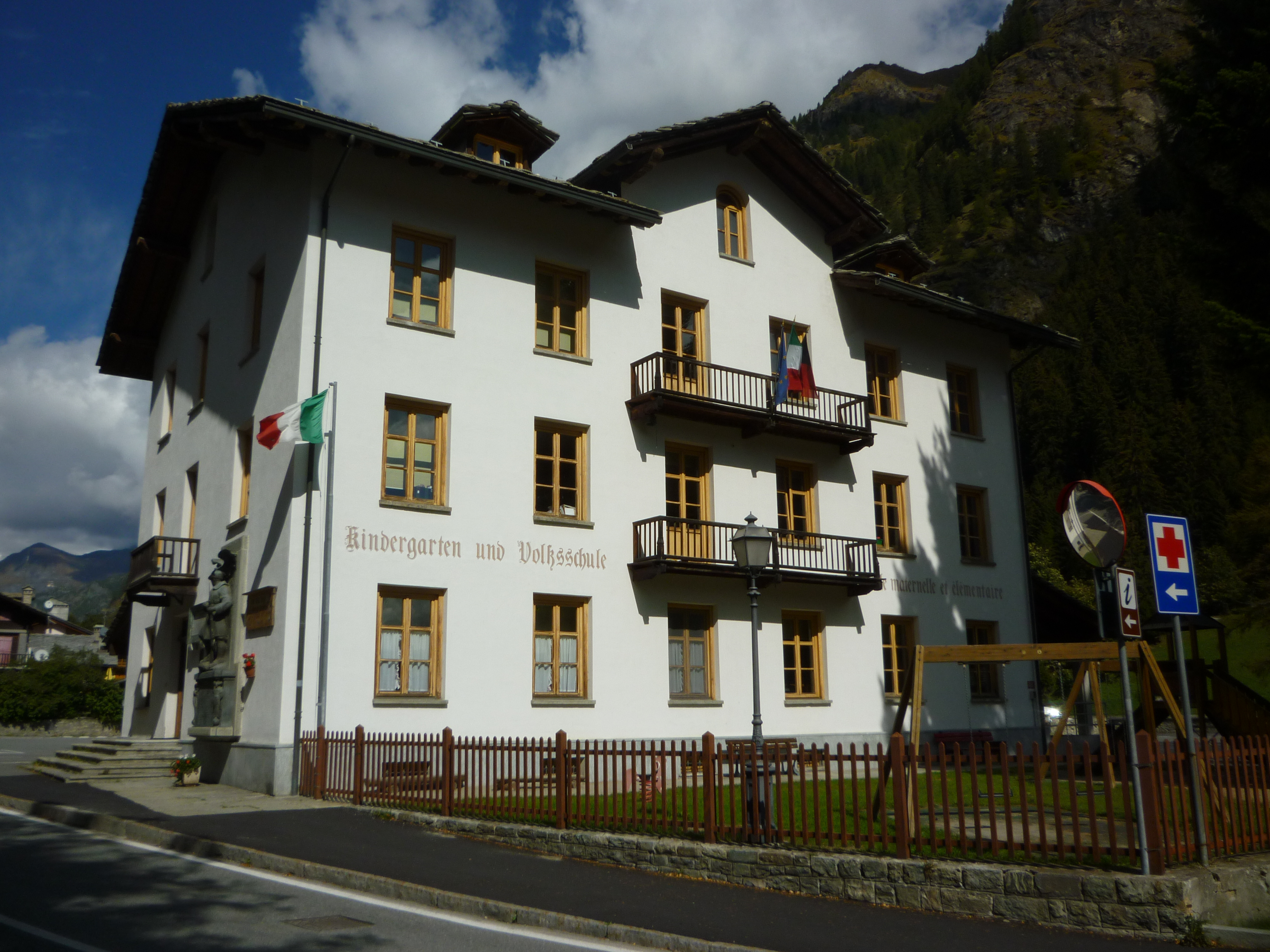
Le scuole materne ed elementari
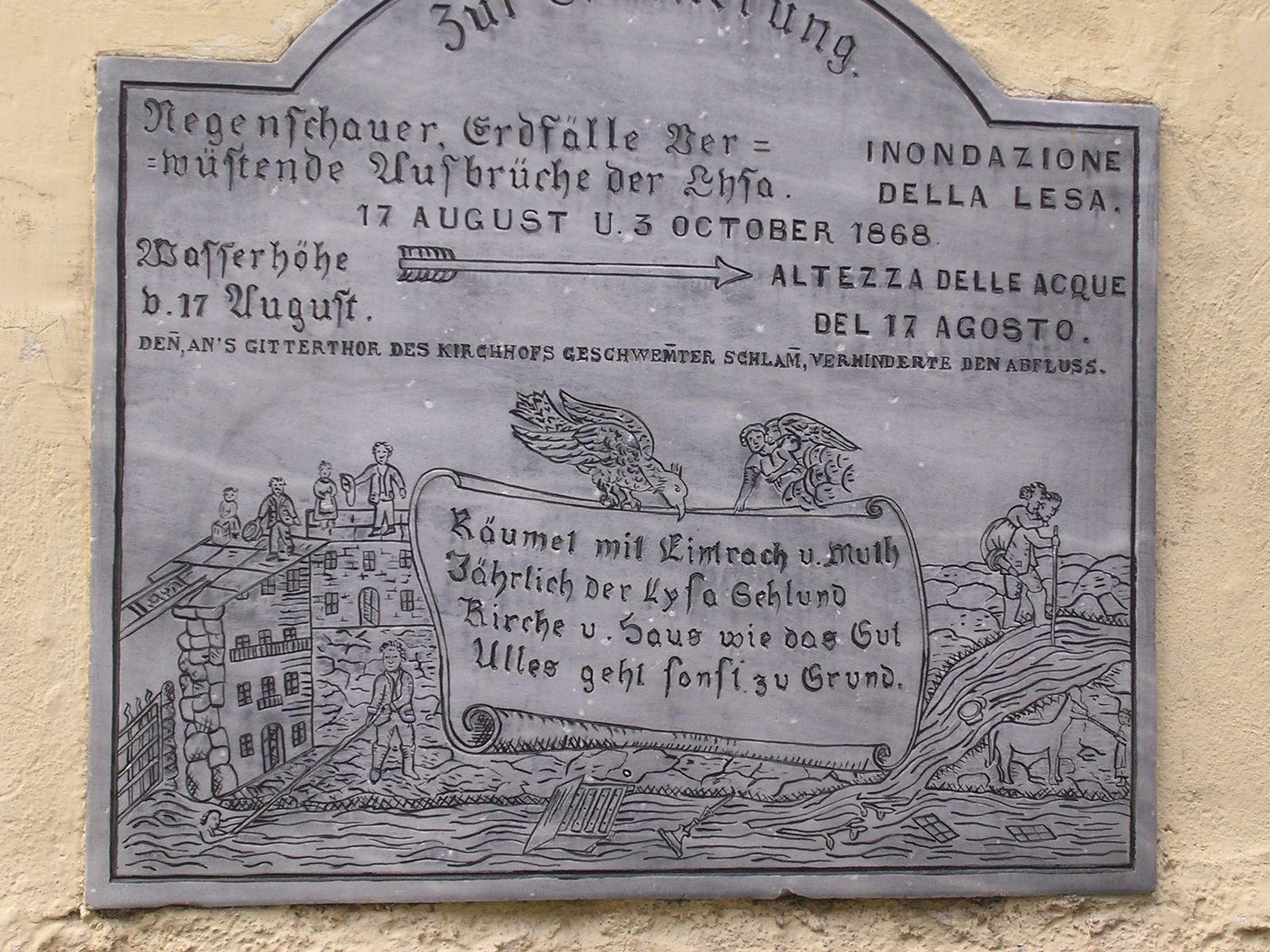
Una targa in ricordo dell'alluvione del Lys del 1868
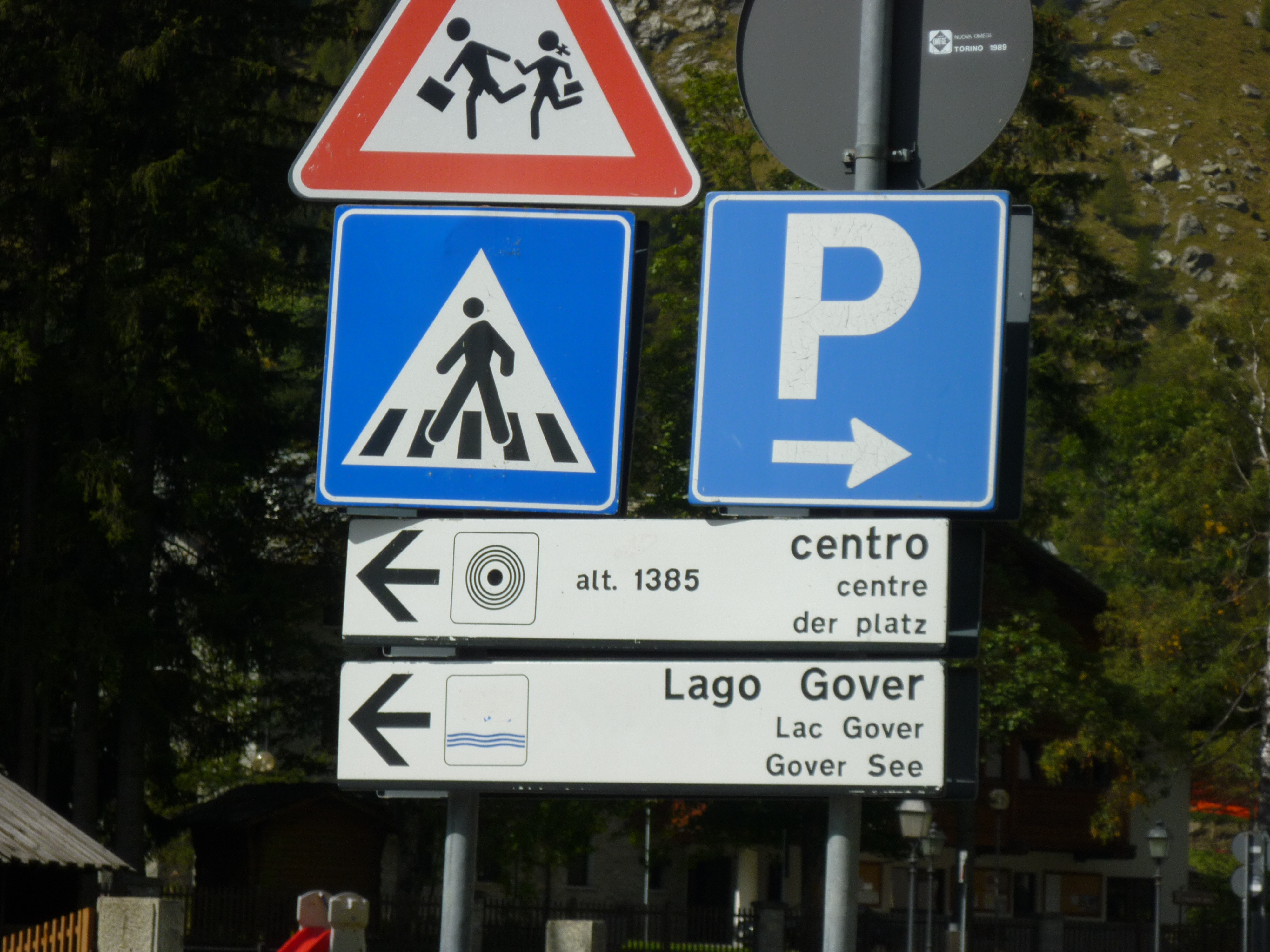
Cartelli stradali trilingui (italiano-francese-tedesco)
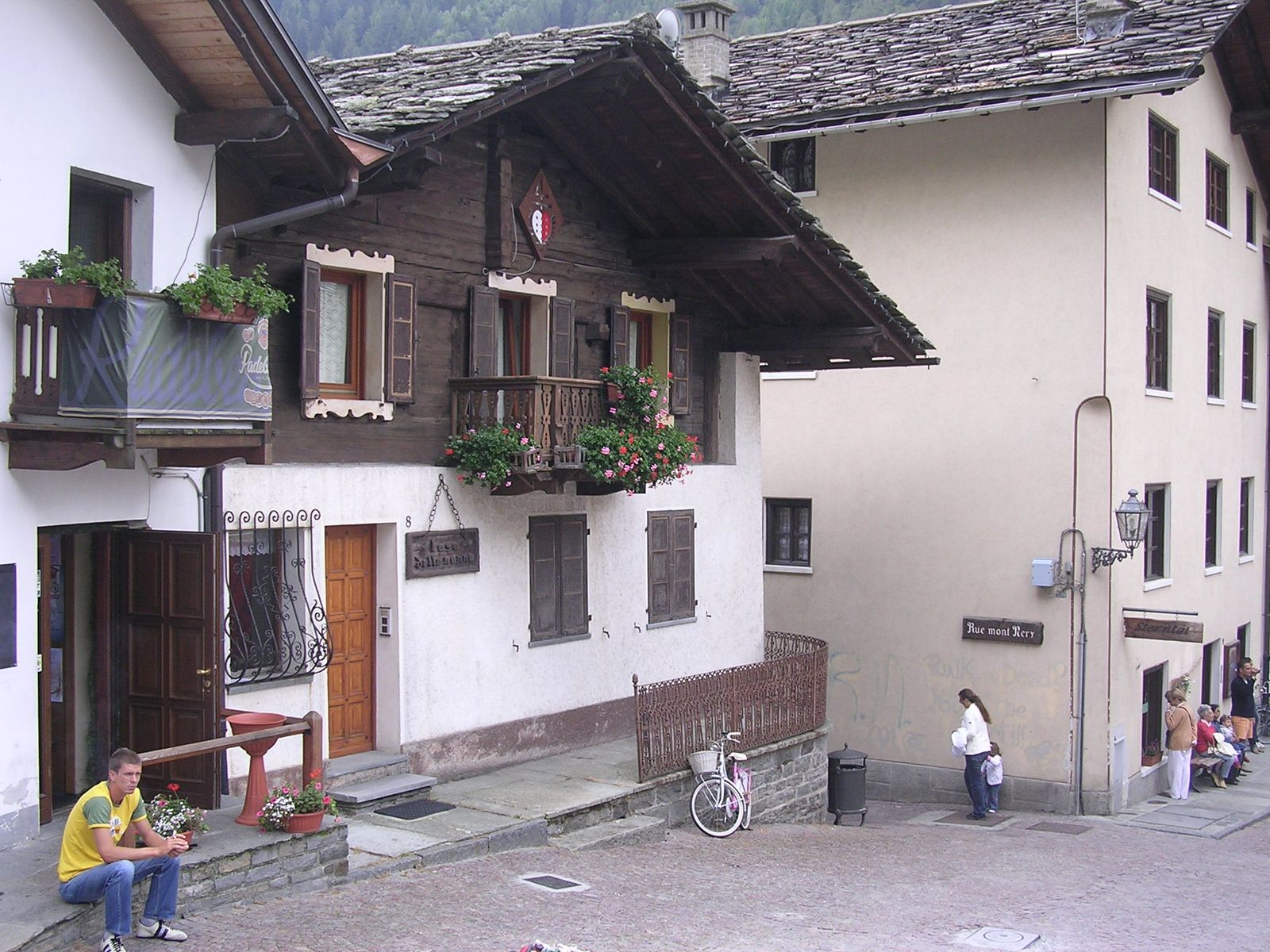
Una casa del capoluogo con lo stemma walser
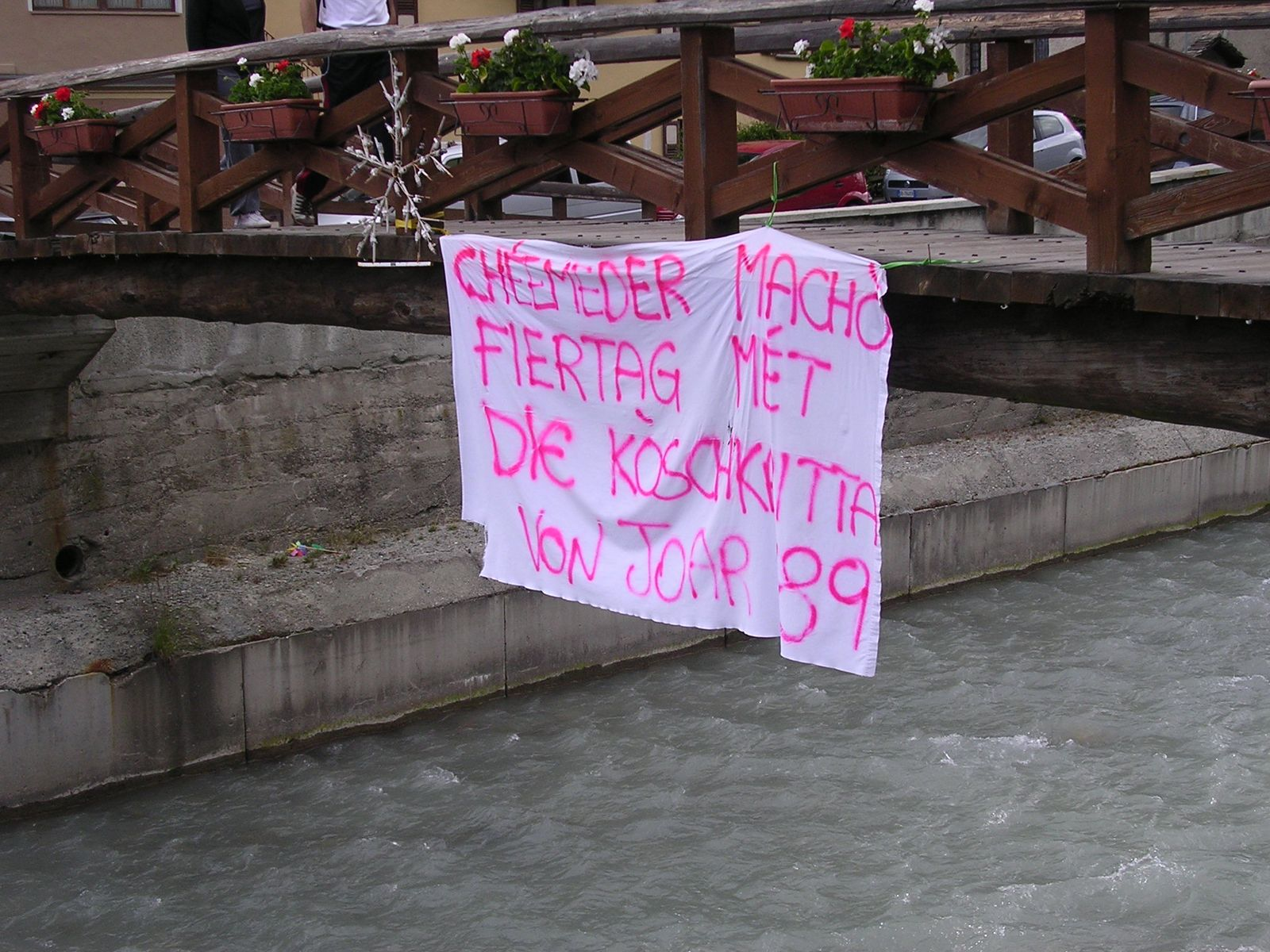
Stendardo in Titsch per la festa dei coscritti del 1989
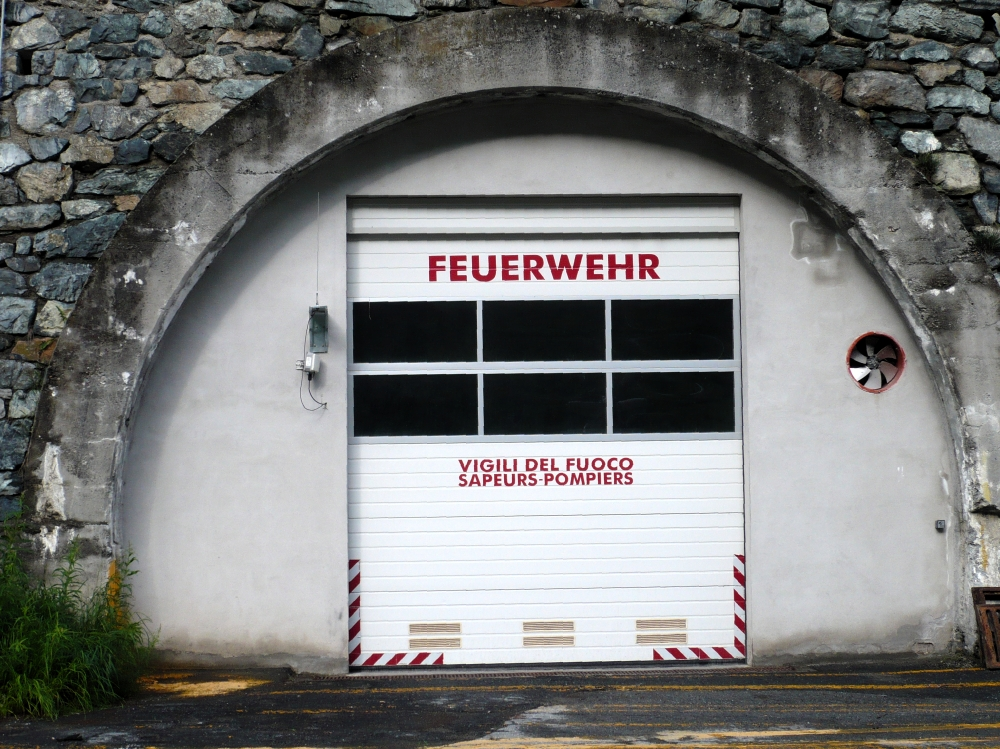
Scritta trilingue (dall'alto in basso: tedesco, italiano, francese) alla stazione dei Vigili del fuoco.
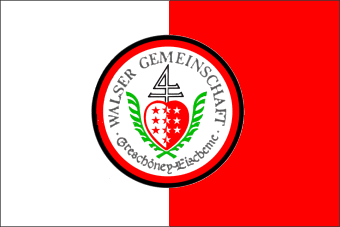
Stemma delle Comunità Walser dell'alta valle del Lys